# Радомир Ђаловић
Радомир Ђаловић (Бијело Поље, 29. октобар 1982) црногорски је фудбалер.
Игра на позицији центарфора. Био је на списку младе репрезентације Србије и Црне Горе, када је освојено сребро у Немачкој под Пижоновим вођством на Европском првенству 2004. године.
За црногорску репрезентацију наступио је 22 пута и постигао седам голова.

## Успеси
Црвена звезда
- Прва лига СР Југославије: 2000/01.

Сепахан
- Хазфи куп: 2012/13.

Будућност Подгорица
- Прва лига Црне Горе: 2016/17.

Репрезентација Србије и Црне горе
- Европска првенства за играче до 21 године :  2004.